# Кірхдорф-ан-дер-Ампер
Кірхдорф-ан-дер-Ампер (нім. Kirchdorf an der Amper) — громада в Німеччині, розташована в землі Баварія. Підпорядковується адміністративному округу Верхня Баварія. Входить до складу району Фрайзінг.
Площа — 32,988 км2. Населення становить 3231 ос. (станом на 31 грудня 2020).